# Ibar (rivière)
Pour les articles homonymes, voir Ibar.
L’Ibar (en serbe en écriture cyrillique : Ибар), est une rivière de Serbie, du Kosovo et du Monténégro. Sa longueur totale est de 276 km. Elle prend sa source à l’est du Monténégro et se jette dans la Zapadna Morava, en Serbie centrale, près de Kraljevo.
L'Ibar appartient au bassin versant de la mer Noire. Sa propre zone de drainage couvre une superficie de 8 059 km2. La rivière n’est pas navigable.

## Étymologie
Il existe de multiples interprétations de la façon dont la rivière tire son nom. Le professeur Niko Zupancic estime que la rivière a été nommée d'après le mot basque pour rivière (basque i-ba / r / i), de façon similaire à la rivière Èbre en Espagne. En revanche, le mot « Ibar » rappelle l'ancien nom grec du fleuve Marica (Hßcoq → Hiberus, Iberus), tandis qu'Ejup Musovic prétend que le nom dérive du mot albanais shkumbon, qui signifie « blanc ».

## Cours supérieur

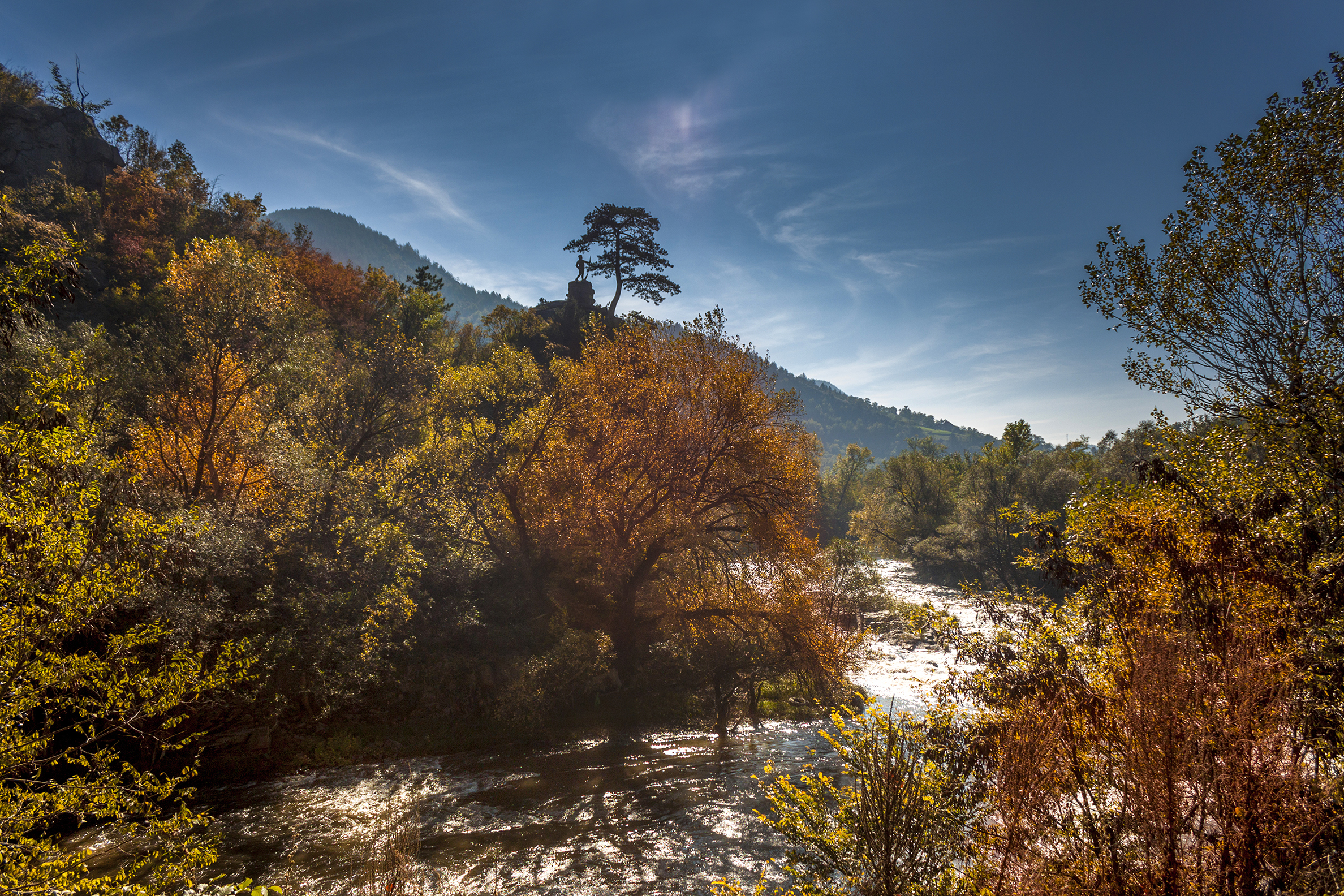
Un monument aux guerriers serbes situé sur une falaise au-dessus de l'Ibar.

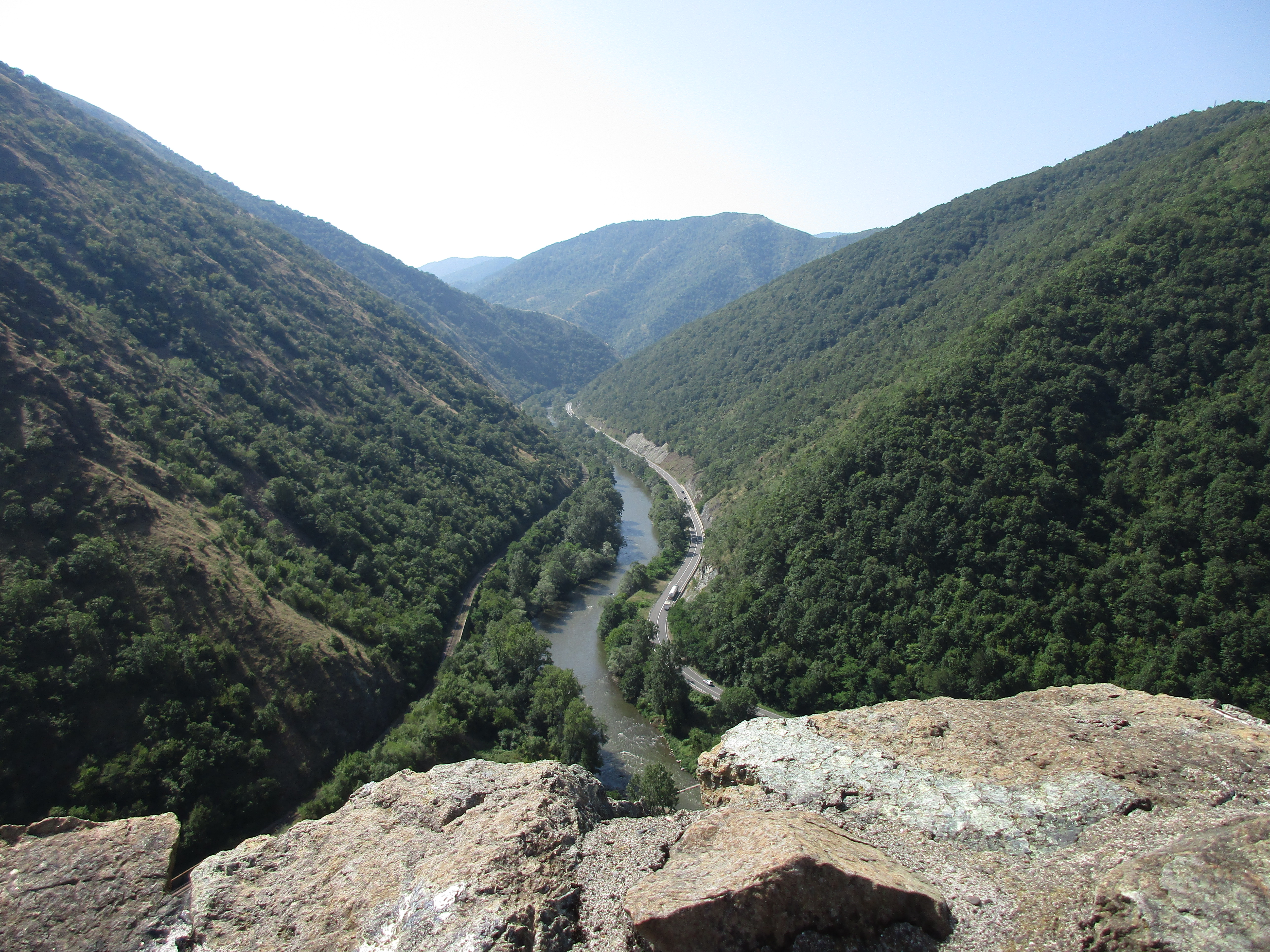
Vue de l'Ibar depuis la forteresse médiévale de Maglič.

L’Ibar naît de six sources situées dans les montagnes de l’Hajla, à l’est du Monténégro. La rivière coule généralement en direction du nord-est, traversant les localités d’Ibarac, Rožaje, Radetina et Bać. Puis elle entre en Serbie et traverse le sud du Sandžak, une des régions les moins peuplées de Serbie. Dans cette partie de son cours, la rivière ne reçoit pas d’affluents majeurs. Près du village de Vitkoviće, elle oblique vers le sud et entre au Kosovo.

## Cours moyen
Continuant vers le sud, la rivière traverse Gazivode où un barrage a créé le lac artificiel de Gazivode (superficie : 11,9 km2, altitude 693 m, profondeur 105 m). L’eau de ce lac est utilisée par les installations industrielles et minières de la région de Mitrovica et de Trepča. Près de Gazivode se trouve aussi le lac de retenue de Pridvorice. Ces lacs permettent l’irrigation d’une région de 300 km2 ; ils représentent une partie d’un plan qui devait créer le vaste hydrosystème d’Ibar-Lepenac, supposé réguler le cours de l’Ibar, de la Sitnica et du Lepenac. Ce plan, qui n’a jamais été achevé, prévoyait l’irrigation des terres, la production d’électricité et la protection de l’environnement.
La rivière traverse ensuite Zubin Potok, Ugljare, Zupče et Šipolje, puis atteint la grande dépression du Kosovo et la ville de Mitrovica. Là, elle reçoit son plus long affluent, la rivière Sitnica et bifurque vers le nord, elle traverse Zvečan, Slatina, Sočanica, Leposavić, Dren et Lešak.
Elle pénètre en Serbie centrale au village de Donje Jarinje.

## Cours inférieur
En coulant vers le nord, la rivière suit les pentes occidentales des monts Kopaonik, puis elle atteint Raška, Brvenik, Bela Stena, Baljevac, Ušće, Bogutovac, Mataruška Banja, Žiča et Kraljevo, pour se jeter finalement dans la Zapadna Morava.
C’est dans cette partie de son cours que l’Ibar reçoit ses affluents les plus importants : la Raška, la Studenica la Lopatnica et la Jošanica. Dans ce secteur, la rivière a creusé une gorge de 40 km de long et 550 m de profondeur, la gorge de l’Ibar.
S’étendant sur 110 km, la région que traverse le cours inférieur de l’Ibar est connue sous le nom d’Ibarski kraj (en serbe cyrillique: Ибарски крај) ; elle est familièrement divisée en vallées aux noms évocateurs :
- la Dolina istorije (en cyrillique : Долина историје), la « Vallée de l’histoire », qui abrite les ruines de la ville médiévale de Maglič, les monastères de Studenica, de Žiča, de Gradac, etc ;
- la Dolina jorgovana (en cyrillique : Долина јоргована), la « Vallée des lilas » ;
- la Dolina banja (en cyrillique : Долина бања), la « Vallée des bains », qui abrite des stations thermales comme Jošanička Banja, Mataruška Banja et Bogutovačka Banja.